# Petrus Molinaeus

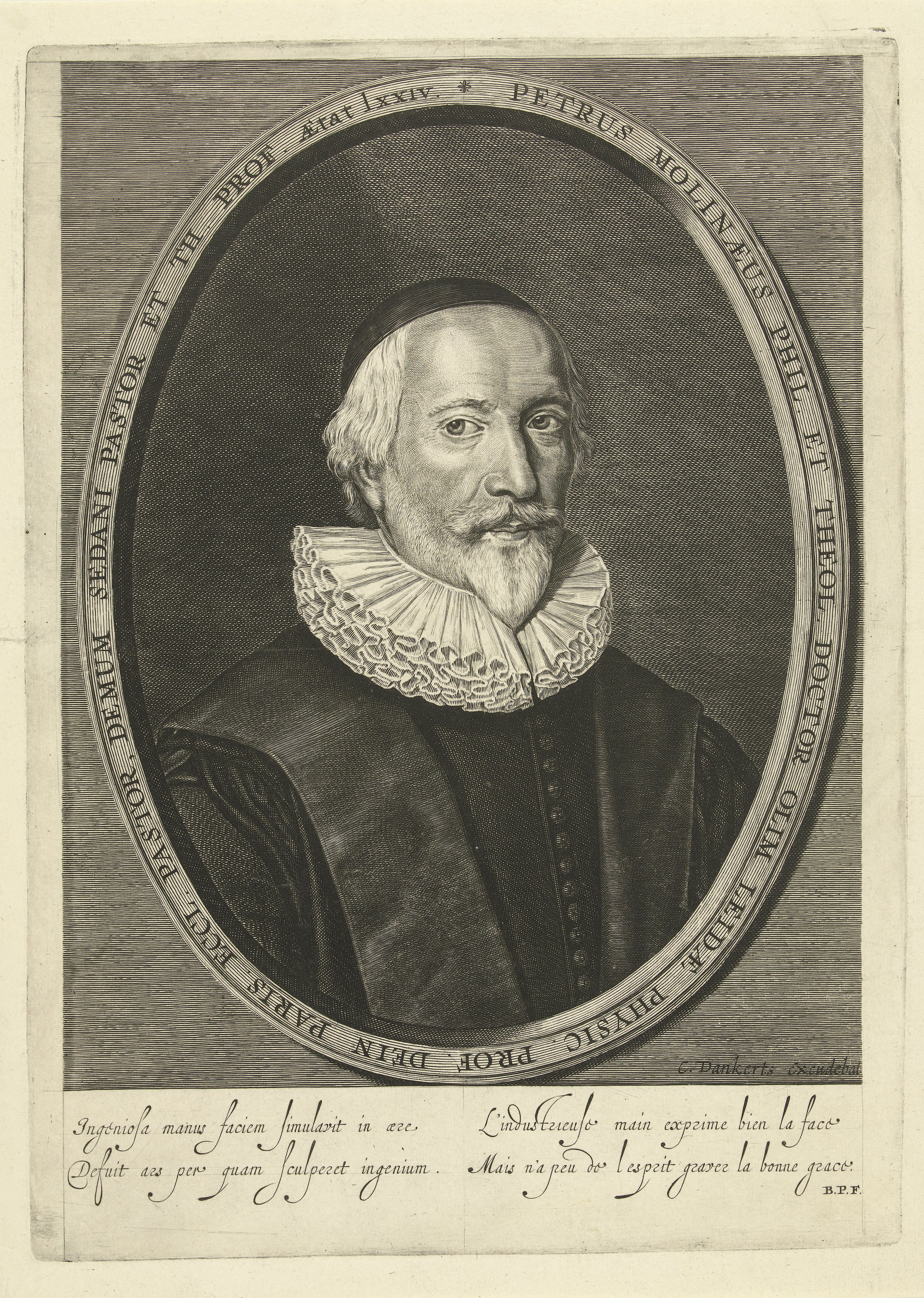
Cornelis Danckerts I: Porträt Petrus Molinaeus

Petrus Molinaeus, franz./engl. Pierre Du Moulin (* 16. Oktober 1568 in Buhy; † 10. März 1658 in Sedan) war ein reformierter Theologe und Hochschullehrer.

## Leben
Als Sohn eines hugenottischen Predigers verdankte er sein Überleben in der Bartholomäusnacht dem mutigen Einsatz eines Dienstmädchens. Da ihm als Protestanten das Studium wegen des Bürgerkrieges in Paris verwehrt war, studierte er zunächst an der Akademie Sedan und in Cambridge in England. 1592 folgte er dem Theologen Franz Junius an die Universität Leiden. 1593 wurde Molinaeus in Leiden außerordentlicher Professor für Eloquenz und Naturaltheologie. Von dort folgte er 1598 einem Ruf an die Universität Paris. 1611 und 1619 versuchte die Universität Leiden erfolglos ihn auf ihren Lehrstuhl für Theologie zurückzuholen. Er wechselte dann an die protestantische Hochschule in Sedan und blieb dort bis zu seinem Tode. Als Theologe verteidigte er den Protestantischen Glauben gegen den Katholizismus und war andererseits ein Kritiker von Moyse Amyraut. Einer seiner ersten deutschen Übersetzer war Bernardus Ancumanus.
Die römisch-katholische Glaubenskongregation setzte in mehreren Dekreten ab 1624 sämtliche seiner Werke auf den Index.